# Liste des gouverneurs généraux des Antilles françaises
Les gouverneurs généraux des Antilles françaises, ou lieutenants-généraux, étaient les représentants du roi de France dans les colonies antillaises administrées par la France sous l'Ancien Régime, à savoir (dans l'ordre chronologique) les colonies de Saint-Christophe (1625), Saint-Domingue (1627), Saint-Martin (1635), la Martinique (1635), la Guadeloupe (1635), la Dominique (1635), Saint-Barthélemy (1648), la Grenade (1650), Sainte-Croix (1650), Sainte-Lucie (1660), Tobago (1678), les Grenadines et Saint-Vincent (1699).
La fonction est créée en 1628 et supprimée le 23 mars 1794 à la suite de l'occupation des colonies françaises par les Britanniques. La Seconde République, née en 1848, pense intéressant de la rétablir en mars 1849, mais la supprime définitivement en novembre 1851.

## Fonctions
Le gouverneur général des Îles et Terre Ferme de l'Amérique est le représentant du roi de France aux Antilles françaises. Ses principales attributions sont d'ordre administratif et militaire. Il fait appliquer les lois, les us et les coutumes.
La fonction de Gouverneur général des Îles et Terre Ferme de l'Amérique se divise en deux en 1714 :
- le gouvernement de la seule possession française des Grandes Antilles qu'est la colonie de Saint-Domingue : le Gouverneur général de Saint-Domingue
- le gouvernement général des îles du Vent, qui regroupe l'ensemble des îles des Petites Antilles, de la Guadeloupe jusqu'à Tobago : le Gouverneur général des Isles du Vent

À côté du gouverneur général, le roi nomme, durant certaines périodes, des gouverneurs particuliers pour administrer localement les principales îles ou des groupes d'îles. Les occupations anglaises, d'abord en Guadeloupe en 1759, puis en Martinique en 1762, marquent un changement dans l'administration des îles du Vent. Chacune des îles principales se voit dotée d'une autorité administrative. La règle anglaise se transmet lors de la restitution de ces îles à la France après le traité de Paris (1763) et les principales îles du Vent accueillent chacune un gouverneur particulier. L'autorité du gouverneur général (ou lieutenant-général des îles du Vent) en fait le supérieur hiérarchique des gouverneurs particuliers de chaque territoire. Il est arrivé occasionnellement que certains représentants cumulent les deux fonctions, notamment dans les îles Saint-Christophe, Saint-Martin, Sainte-Lucie, Sainte-Croix, Grenadines, de la Guadeloupe, de la Martinique et de la Dominique.
À côté des lieutenants-généraux et des gouverneurs particuliers, le pouvoir royal installe rapidement des intendants qui ont compétence en matière de justice, de police, mais surtout de finances. Les intendants ont un pouvoir dit civil, alors que celui des lieutenants-généraux est militaire. La résidence de l'intendant général s'est également toujours située en Martinique.
Le gouvernement et l'administration des Îles et Terre Ferme d'Amérique, puis Îles du Vent ont généralement été confiés à des membres de la noblesse du royaume de France, excepté sous la Deuxième République.

## Résidences
L'île de Saint-Christophe, première colonie française aux Antilles dès 1625, a d'abord été le siège du gouverneur général qui s'installe sur la Basseterre. Jean-Charles de Baas déplace la résidence de Saint-Christophe à la Martinique, d'abord à Saint-Pierre en 1671, puis à Fort-Royal en 1674.

## Liste des gouverneurs généraux
| Roi de France       |
| Première République |
| Deuxième République |

| Début                                                                                                 | Fin             | Identité                                                                                 |
| --- | --------------- | ---------------------------------------------------------------------------------------- |
| 1628                                                                                                  | Décembre 1636   | Pierre Belain d'Esnambuc, (1585-1636)                                                    |
| Décembre 1636                                                                                         | 1638            | Pierre du Halde (intérim)                                                                |
| 1638                                                                                                  | Février 1639    | René de Béthoulat de La Grange-Fromenteau                                                |
| 15 février 1639                                                                                       | 25 février 1645 | Philippe de Longvilliers de Poincy, Gouverneur de toutes les îles d'Amérique.            |
| 25 février 1645                                                                                       | Janvier 1647    | Noël Patrocle de Thoisy, capturé par son prédécesseur, n'a pu gouverner.                 |
| 25 février 1645 (de facto) Janvier 1647 (de jure)                                                     | 11 avril 1660   | Philippe de Longvilliers de Poincy, Gouverneur de toutes les îles d'Amérique             |
| 12 avril 1660                                                                                         | Mai 1664        | (Vacant)                                                                                 |
| 9 novembre 1663                                                                                       | Février 1665    | Alexandre de Prouville, marquis de Tracy, par commission royale                          |
| Février 1665                                                                                          | Octobre 1666    | sieur de Chambray (intérim)                                                              |
| 6 février 1666                                                                                        | Février 1669    | Joseph-Antoine Le Febvre de La Barre, par procuration de la Compagnie des Îles           |
| 1er février 1669                                                                                      | 1677            | Jean-Charles de Baas-Castelmore, (?-1677)                                                |
| 1677                                                                                                  | 1677            | sieur Jolinet (intérim)                                                                  |
| Janvier 1677                                                                                          | Février 1683    | Charles de la Roche-Courbon, comte de Blénac                                             |
| Mars 1683                                                                                             | Juin 1684       | Claude de Roux, chevalier de Saint-Laurent. (intérim) (février 1683-Juin 1684)           |
| 20 avril 1684                                                                                         | Février 1691    | Charles de la Roche-Courbon, comte de Blénac, revient en poste                           |
| 1er mai 1690                                                                                          | Juillet 1691    | François d'Alesso, Marquis d'Éragny, (?-1691)                                            |
| Juillet 1691                                                                                          | Novembre 1691   | Charles de Pechpeyrou-Comminges, chevalier de Guitaut. (intérim no 1)                    |
| 24 novembre 1691                                                                                      | 1696            | Charles de la Roche-Courbon, comte de Blénac, (1622-1696). à la suite du décès d'Eragny. |
| 19 septembre 1696                                                                                     | 1700            | Thomas-Claude Renart de Fuchsamberg, marquis d'Amblimont, (1642-1700)                    |
| 16 octobre 1700                                                                                       | 1701            | Charles de Pechpeyrou-Comminges, Chevalier de Guitaut, (intérim no 2)                    |
| 1701                                                                                                  | Octobre 1701    | Charles comte d'Esnots de Forbonest, (?-1701).                                           |
| 6 octobre 1701                                                                                        | Mai 1702        | Charles de Pechpeyrou-Comminges, Chevalier de Guitaut, (intérim no 3)                    |
| 1701                                                                                                  | 1701            | Marquis de Rosmadec, décédé avant d'avoir rejoint son poste.                             |
| 1702                                                                                                  | 1703            | Nicolas de Gabaret, (intérim no 1)                                                       |
| Juillet 1703                                                                                          | 1709            | Charles-François de Machault de Belmont, (?-1709)                                        |
| 7 janvier 1709                                                                                        | 1710            | Nicolas de Gabaret, (intérim no 2)                                                       |
| 1710                                                                                                  | Octobre 1713    | Raymond Balthazar Phélypeaux, sieur du Verger, (?-1713)                                  |
| 6 novembre 1713                                                                                       | 1715            | Hemon Coinard de la Malmaison, (intérim)                                                 |
| Gouverneurs généraux des Isles du Vent (1714-1794)                                                    |                 |                                                                                          |
| Début                                                                                                 | Fin             | Identité                                                                                 |
| 1er janvier 1714                                                                                      | 1717            | Abraham de Bellebat de Duquesne-Guitton                                                  |
| 7 janvier 1717                                                                                        | 23 mai 1717     | Antoine d'Arcy de la Varenne. (intérim), Arrêté et rembarqué pour la France              |
| 1717                                                                                                  | 1727            | François de Pas de Mazencourt, marquis de Feuquières, désigné par le Régent              |
| 1728                                                                                                  | 1745            | Jacques-Charles Bochart, marquis de Champigny, (1673-20 mai 1754)                        |
| 1744                                                                                                  | 1750            | Charles de Tubières, marquis de Caylus, (1698-1750).                                     |
| 1750                                                                                                  | 1757            | Maximin, marquis de Bompar, (1698-1773)                                                  |
| 1757                                                                                                  | 1761            | François de Beauharnais de Beaumont, marquis de La Ferté (1714-1800)                     |
| 1761                                                                                                  | 1762            | Louis-Charles Le Vassor de La Touche, sieur de Tréville, (1710-1781)                     |
| Traité de Paris (1763). Administration séparée des îles. Plus de gouverneurs généraux de 1763 à 1768. |                 |                                                                                          |
| 1768                                                                                                  | Mai 1777        | Robert, comte d'Argout (?-1780)                                                          |
| Juillet 1777                                                                                          | Avril 1783      | François Claude Amour du Chariol, marquis de Bouillé (1739-1800)                         |
| Décembre 1783                                                                                         | Juillet 1789    | Claude Charles Marillac, vicomte de Damas                                                |
| Juillet 1789                                                                                          | Avril 1790      | Charles-Joseph-Hyacinthe du Houx, vicomte de Viomesnil (intérim)                         |
| Mars 1791                                                                                             | Décembre 1792   | Jean-Pierre-Antoine de Béhague (1727-1813)                                               |
| Décembre 1792                                                                                         | 23 mars 1794    | Donatien-Marie-Joseph de Rochambeau (1755-1813)                                          |
| Gouverneurs généraux des Îles du Vent (1849-1851)                                                     |                 |                                                                                          |
| Début                                                                                                 | Fin             | Identité                                                                                 |
| Mars 1849                                                                                             | Avril 1851      | Armand Joseph Bruat (1796-1855)                                                          |
| Avril 1851                                                                                            | Novembre 1851   | Auguste-Nicolas Vaillant                                                                 |

## Sources
- Annuaire de la Martinique, Page XXXIII à LXXXV -Imprimerie du Gouvernement - Année commune 1893 -
- « Martinique », sur worldstatesmen.org (consulté le 2 novembre 2013)

### Gouverneurs particuliers
- Liste des gouverneurs de la partie française de Saint-Christophe (de 1625 à 1702).
- Liste des gouverneurs de Guadeloupe (de 1635 à 1943).
- Liste des gouverneurs de la Martinique (de 1635 à 1947).
- Liste des gouverneurs français de Saint-Domingue (de 1640 à 1798).
- Liste des gouverneurs français de la Grenade (de 1649 à 1763).
- Listes des dirigeants de la partie française de Saint-Martin
- Liste des gouverneurs et maires de Saint-Barthélemy

### Intendants
- Liste des intendants des Îles-du-Vent de l'Amérique ou de la Martinique
- Liste des intendants de l'île de Saint-Domingue